# Ruta nacional PE-14 C
La Ruta nacional PE-14 C o Carretera Longitudinal de Conchucos, es una carretera nacional afirmada que recorre las provincias de Sihuas, Pomabamba, Piscobamba, Carlos Fermín Fitzcarrald y Huari en la zona trasandina de los Conchucos, región Áncash. 
Es la vía con mayor importancia de la sierra oriental de Áncash, ya que, hace posible la unión de la zona sur de Conchucos con el norte, en un recorrido total de más de 160 kilómetros, uniendo a 5 capitales provinciales e intercomunicando a más de 250 mil habitantes (20% de la población regional)

## Recorrido e itinerario
Empalme PE-12A Molinopampa - Pasacancha - Andaymayo - Paloseco - Pomabamba - Piscobamba - Llumpa - Llacma - San Luis (Empalme AN-107) - Huamparan - Empalme PE-14B (Huari).

## Historia
El 2012 se fundó el comité pro-construcción carretera longitudinal de Conchucos, conformado por ciudadanos y autoridades de la Zona de los Conchucos. Sus actividades continuaron hasta conseguir en el 2013 que el Congreso de la República dictara de necesidad pública el asfaltado de esta vía, posteriormente, en noviembre de 2015 se logró que el Ministerio de Transportes y Comunicaciones recategorice a la carretera como una nacional, bajo la denominación PE-14C. 
En febrero de 2019, el presidente Martín Vizcarra, anunció que el asfaltado de la vía se realizaría durante su gestión. En septiembre del mismo año, el MTC anunció el trabajo de mantenimiento y afirmado de 350 km que iniciaría en 2020, esta sería la primera etapa antes de los estudios definitivos del asfaltado con doble vía.

### Consorcio Pomabamba
En enero de 2020, el Consorcio Pomabamba, conformado por constructoras chinas, firmó el contrato para la ejecución de la carretera longitudinal. Se programó realizar una intervención por niveles de servicios durante un periodo de 5 años que incluiría el mejoramiento de la vía con un pavimento económico (monocapa). Sin embargo, tras un año de trabajos, en septiembre de 2021, autoridades de las provincias por las que recorre la vía denunciaron que el consorcio chino había abandonado la ejecución de la obra luego de ejecutar solamente el afirmado de poco más de 20 km. El consorcio abandonó la obra con cuantiosas deudas a trabajadores y empresas abastecedoras.

### Nuevo proyecto
En marzo de 2023, el MTC dispuso los estudios definitivos con un nuevo perfil y la actualziación del estudio de Índice Medio Diario Anual (IMDA). Con ello se va a sustentar el tipo de carretera que corresponde: “Carretera de Tercera Clase” como una vía nueva, asfaltada y de dos carriles (3.00 m de ancho como mínimo). 
En febrero de 2024 se firmó un acuerdo entre el Gobierno regional de Áncash y el MTC para la elaboración de los estudios de preinversión (2024) y definitivo (2025), que estarán a cargo de la entidad regional durante un periodo de dos años. El estudio de preinversión determinará la factibilidad de la intervención, mientras que el estudio definitivo establecerá los detalles constructivos, cronogramas y costos de la obra. El término de la etapa de estudios permitirá iniciar los trabajos de intervención definitiva de la vía, es decir, su asfaltado para el 2026 o 2027.